# Adolphe Buyl
 Adolphe (Adolf) Buyl , né à Serskamp, le 1er mai 1862 et décédé à Wetteren le 4 décembre 1932 fut un homme politique belge bruxellois libéral.
Il fut enseignant et directeur du journal l'Étoile belge. Il fut un franc-maçon fervent, très engagé contre l'influence catholique dans l'enseignement.
Il fut échevin et bourgmestre d'Ixelles et membre du parlement (1900-21),,.